# Georges Oudot
 (août 2021).
Georges Oudot né le 28 juillet 1928 à Chaumont dans la Haute-Marne et mort le 13 octobre 2004 à Besançon dans le Doubs, est un peintre et sculpteur français.

## Biographie
Après avoir étudié à l’école des Beaux Arts de Besançon, il entre, en 1946, à l'École nationale supérieure des beaux-arts de Paris où il est l’élève de Marcel Gimond et d'Alfred Janniot.
Puis il revient à Besançon où il installe son atelier. 
Il est considéré comme un des représentants les plus significatifs de la sculpture figurative contemporaine. Il est aussi l’auteur de très nombreuses gravures et lithographies et de plusieurs médailles.
Il a réalisé de nombreux portraits dont ceux de Pierre Mendès France, Edgar Faure (dont il a créé l’épée d’académicien), Juliette Greco, Madame Pompidou, Léon Bourgeois et de la Princesse Grâce de Monaco.
Ses œuvres sont présentées dans une vingtaine de musées dont celui d’art moderne de la ville de Paris, Marseille, Strasbourg, Besançon, Belfort… et dans le monde entier : Lausanne, Vatican, Erlangen, Fribourg, Monaco, Skopje, Téhéran…
Il est chevalier de l'ordre national de la Légion d'honneur, de l’ordre national du Mérite et de l’ordre des Arts et des Lettres.
Georges Oudot a reçu de nombreux prix : prix Fénéon de sculpture, Prix national des Arts, prix de la Jeune Sculpture, prix Modigliani de dessin, prix Biennale de sculpture, Hommage décerné par le jury du Prix de la critique pour l’ensemble de son œuvre.
Georges Oudot fut le conseiller culturel d'Edgar Faure lorsqu'il fut président de la Région de Franche-Comté. Il participa à la création du CRDC, centre régional de diffusion culturel dont il fut longtemps le président. Il créa la biennale des arts plastiques de Besançon et mit en place le premier comité de gestion du FRAC composé d'artistes et artisans d'art. Il quitta ses fonctions brusquement sans mettre en place les bases d'une bonne politique d'acquisition des œuvres. Une partie de ses œuvres a été vendue aux enchères en 2016.
Le Jurassien Pierre Duc a été son élève.

## Œuvres
- La Belle Plante, sanguine, 103 × 69 cm, Gray (Haute-Saône), musée Baron-Martin.